# تكا خان
تكا خان (بالأردوية: ٹِکّا خاں)‏ هو قائد عسكري باكستاني راحل، شغل منصب رئيس أركان الجيش الباكستاني للفترة من 1972 إلى 1976.
يتهم مع يحيى خان بالمسؤولية عن الإبادة الجماعية في بنغلاديش عام 1971.